# パッションフルーツ (グループ)
パッションフルーツ（Passion Fruit）は、ドイツのユーロダンスグループである。
1999年6月に4人組グループとしてデビューし、デビューアルバムは多くのヨーロッパの国でトップ20にランクインした。2000年1月にメンバーが全て入れ替えられて3人グループとなった。2001年11月、搭乗していた飛行機が墜落し、メンバーの内2人が死亡した。
歌詞は英語とスペイン語の組み合わせであった。

## 初代
初代のメンバーは以下の4人だった。
- ブレイド（マニー・トンプソン） Blade (Manye Thompson)
- ドーン（ヴィオラ・シューベ） Dawn (Viola Schubbe)
- パール（カーラ・シンクレア） Pearl (Carla Sinclair)
- MCスティーヴ（マリオ・ズーバー） MC Steve (Mario Zuber)

1999年6月24日にシングル"The Rigga-Ding-Dong-Song"でデビューし、このシングルはドイツ、オーストリア、スイス、オランダなど多くのヨーロッパの国でトップ20にランクインした。しかし、方向性の違いにより同年10月に解散した。マリオ・ズーバーは俳優に転向した。

## 2代目
2000年1月に以下の3人組として2代目パッションフルーツが結成され、同年3月13日にシングル"Wonderland"がリリースされた。
- ナタリー・ヴァン・ヘット・エンデ（Nathaly van het Ende、1975年1月12日 - 2001年11月24日（26歳））
- マリア・セラーノ・セラーノ（María Serrano Serrano、1973年11月25日 - 2001年11月24日（27歳））
- デビー・セント・マールテン（Debby St. Maarten、1973年生）

ナタリーとデビーはオランダ生まれである。マリアはドイツ生まれだが、スペイン系である。グループ結成前、マリアは看護師をしながらモデルとして活動し、1996年に、後にラッパーのジャムールとなる男子を出産していた。ナタリーとデビーはバックダンサーや歌手として活動していた。2001年10月、『プレイボーイ』ドイツ版にトップレスの写真で登場した。また、コカ・コーラのCMソングに起用されたアメリカ人歌手メラニー・ソーントンの新曲のヨーロッパでのプロモーションツアーの前座を務めた。
2000年から2001年にかけてリリースされたシングル、"Wonderland"、"Sun Fun Baby (Looky Looky)"、"Bongo Man"は、ドイツとオーストリアのチャートで40位以内に入った。2000年4月10日にファーストアルバム"Spanglish Love Affairs"がリリースされたが、これには初代パッションフルーツの"The Rigga-Ding-Dong-Song"を含めたサード・シングルまでが収録された。

## 飛行機事故
2001年11月24日、ソーントンのライプツィヒでのイベントに出演した2時間後、メンバーはスイス・チューリッヒに向かうためにベルリン・テーゲル空港からクロスエア3597便に搭乗した。メンバーは機内でほとんどの時間、大声で叫ぶなどの迷惑行為をしており、周囲に座っていた何人かは離れた場所に移動した。チューリッヒ空港への着陸時、視界不良などの理由で機体は滑走路の約4キロメートル手前の森に墜落した。この事故で、メンバーのうちナタリーとマリアおよびマネージャーが死亡し、同乗していたソーントンも死亡した。生存者は乗員乗客28人のうち9人だけで、デビーはその一人だった。デビーは病院に運ばれ、手にII度、顔にIII度の火傷を負い、複数のあざができた。
墜落事故の9日後の12月3日にシングル"I'm Dreaming of...A Winter Wonderland"がリリースされ、この収益は、クロスエア3597便墜落事故の犠牲者の遺族や生存者のために寄付された。このシングルは、ドイツのチャートで72位、オーストリアのチャートで56位となった。このシングルを最後にパッションフルーツのシングルやアルバムはリリースされていない。マリアが死去したのが27歳であるため、27クラブの一人とされる。

## 事故後
デビーの怪我の治療には5年を要した。その間デビーは、毎年墜落事故があった日の前後に、パッションフルーツの公式サイトに追悼のメッセージを寄せた。2006年12月5日、デビーはドイツのテレビ番組"Hallo Deutschland"に出演した。番組では、家族とともに事故現場を訪れる様子が放映された。また、事故後にも、アルバムのために1人で何曲かレコーディングをしていたものの、健康上の理由やその他の個人的な理由により、音楽は自分が望む道ではないと判断して、それらの曲はリリースされないこととなったと明かした。2007年、完全に回復したデビーは故郷のオランダに戻り、ソーシャルワーカーとして働き出した。
2021年11月28日に放送されたドイツのテレビ番組"Prominent!"のクロスエア3597便墜落事故の特集において、デビーのインタビューが放送された。この中で、デビーは事故直後にナタリーとマリアの名前を呼んでも返事がなかったため、2人が既に死亡していたことを知っていたと説明した。また、火傷の傷跡で周囲に不快な思いをさせたくなくて、どんなに暑くてもそれを覆い隠していたと語り、パフォーマンス以外で自分が何をしたいのかを見つけるのに6年かかったと述べた。

## 背後のボーカリスト
ほとんどの曲について、メインボーカルはキューバ系ドイツ人歌手のレティシア・パレハ＝パドロン（Leticia Pareja-Padron、別名レティシア・スポルマン(Leticia Spormann)）が、ラップはオランダ出身のドイツ人ラッパー兼プロデューサーのケネス・クレモンズが担当した。つまり、初代、2代目とも、口パクによるパートがあるということになる。
最後のシングル"I'm Dreaming of...A Winter Wonderland"については、一部をレティシアとドイツ人歌手のアニャ・ブブリッツ(Anja Bublitz)が歌っているものの、ボーカルの大半を「表に出ている」3人のメンバーが歌っている。

## セカンドアルバムとその他の楽曲
2001年半ば、パッションフルーツはセカンドアルバムの制作を行っていた。ファーストアルバムの後にリリースされた"Bongo Man"、"I'm Dreaming Of...A Winter Wonderland"と、その他の楽曲が収録される予定だった。セカンドアルバムはエーデルからリリースされることになっていたが、墜落事故の後棚上げとされた。
シングル"Bongo Man"には、ボーナストラックとして、既出曲の"Passion Gang (Ladadi)"が収録された。シングル"I'm Dreaming of...A Winter Wonderland"には、コーラスラインが異なるクリスマスバージョンと、"Winter Wonderland"バージョンの2種類のリミックス版も収録された。
1999年にレコーディングされた"P.A.S.S.I.O.N."は、ファーストアルバムに収録される予定だったがカットされ、後に"Sun Fun Baby (Looky Looky)"のボーナストラックとなった。
パッションフルーツの楽曲のほとんどのメインボーカルを務めたレティシア・スポルマンが2004年にリリースした"Kiss Me (Na, Na, Na)"は、元はパッションフルーツのセカンドアルバムのための曲だったと考えられている。
2014年に"I'm Dreaming of...A Winter Wonderland"がストリーミング配信され、2023年12月には全ての楽曲がストリーミング配信された。

## ディスコグラフィ

### アルバム
- Spanglish Love Affairs - 2001年4月10日リリース（X-Cell Records, Epic）

### シングル
| リリース日    | タイトル                                | チャート最高位 | チャート最高位 | チャート最高位 | チャート最高位 | チャート最高位 | チャート最高位 | 収録アルバム           |
| リリース日    | タイトル                                | GER            | AUS            | AUT            | CZE            | NLD            | SWI            | 収録アルバム           |
| ------------- | --------------------------------------- | -------------- | -------------- | -------------- | -------------- | -------------- | -------------- | ---------------------- |
| 1999年6月7日  | "The Rigga-Ding-Dong-Song"              | 9              | 85             | 9              | —              | 15             | 7              | Spanglish Love Affairs |
| 2000年3月13日 | "Wonderland"                            | 22             | —              | 11             | 9              | —              | 69             | Spanglish Love Affairs |
| 2000年6月5日  | "Sun Fun Baby (Looky Looky)"            | 34             | —              | 33             | —              | —              | 81             | Spanglish Love Affairs |
| 2001年6月25日 | "Bongo Man"                             | 35             | —              | 44             | —              | —              | 81             |                        |
| 2001年12月3日 | "I'm Dreaming of...A Winter Wonderland" | 72             | —              | 63             | —              | —              | 56             |                        |